# May West
Pour les articles ayant des titres homophones, voir Mae West et Mae-West.
Pour les articles homonymes, voir May et West.
Le May West est un gâteau emballé individuellement produit par Vachon et créé par un pâtissier compétiteur avant qu'il ne soit racheté par le géant du dessert. Il est constitué de deux disques de pâte à la vanille, fourrés de crème pâtissière et enrobés de chocolat. Il est considéré comme l'un des gâteaux les plus emblématiques de l’histoire industrielle du Québec.

## Historique
Le May West est inventé par René Brousseau, contremaître à la pâtisserie Joseph Vaillancourt. Le gâteau est créé dans les années 1940,, ou vers la fin des années 1930, voire 1932. La recette du gâteau ayant changé de main à plusieurs reprises, les données prouvant la paternité de Brousseau sont perdues, mais cette dernière demeure incontestée,. Brousseau ne touche aucune redevance sur la vente des gâteaux, mais reçoit une prime de 50 $,.
Vachon achète la pâtisserie Vaillancourt en 1972 et maintient la production du May West.

## Production et commercialisation

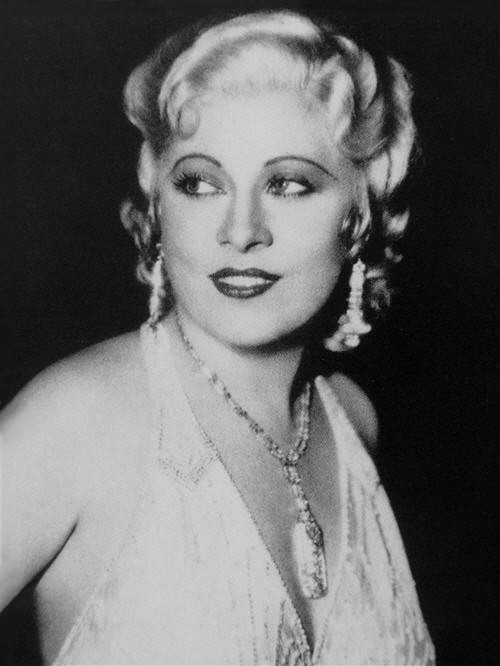
Mae West a inspiré le pâtissier René Brousseau.

Le May West devrait son nom soit à l'actrice Mae West, soit à un modèle de gilet de sauvetage surnommé ainsi en référence à la poitrine généreuse de l'actrice,. Originellement, l'orthographe du nom du gâteau et du nom de l'actrice étaient les mêmes, mais Vachon change l'e pour un y à la mort de Mae West en 1980 afin d'éviter d'éventuelles poursuites de sa succession. L'image de marque est modifiée en 2010 afin d'y inclure la représentation d'une pin-up dessinée par Alain Massicotte, évoquant les années au cours desquelles le gâteau a été créé.
Les changements dans les habitudes de consommation qui suivent les mesures législatives décourageant la malbouffe dans les écoles et les hôpitaux font chuter les ventes de la friandise. Le May West est tout de même considéré comme un objet de nostalgie, et un emblème de la culture populaire québécoise,.
Les gâteaux May West sont produits à l'usine Vachon de Sainte-Marie depuis la fermeture de Vaillancourt en 1980.